# Patrice Mahoulikponto
Patrice Mahoulikponto, född 17 mars 1958, är en friidrottare från Benin. Han deltog vid olympiska sommarspelen 1988.